# 13843 Cowenbrown
13843 Cowenbrown este un asteroid din centura principală de asteroizi.

## Descriere
13843 Cowenbrown este un asteroid din centura principală de asteroizi. A fost descoperit pe 6 decembrie 1999 la Socorro, New Mexico, în cadrul proiectului LINEAR. Asteroidul prezintă o orbită caracterizată de o semiaxă mare de 2,22 ua, o excentricitate de 0,06 și o înclinație de 1,4° în raport cu ecliptica.